# Nakuru AllStars (1961)
El Nakuri AllStars fue un equipo de fútbol de Kenia que alguna vez jugó en la Liga keniata de fútbol, la liga de fútbol más importante del país.

## Historia
Fue fundado en el año 1961 en la ciudad de Nakuru y fue uno de los equipos fundadores de la Liga keniata de fútbol en 1963, donde ganaron la primera edición de la liga, así como la edición de 1969.
A nivel internacional participaron en un torneo continental, en la Copa Africana de Clubes Campeones 1970, en donde fueron eliminados en la segunda ronda por el Young Africans FC de Tanzania.
El club desapareció en el año 1975, aunque en el 2010 nació el Nakuru All Stars, que actualmente juega en la Liga keniata de fútbol.

## Palmarés
- Liga keniata de fútbol: 2

1963, 1969

## Participación en competiciones de la CAF
| Temporada | Torneo                            | Ronda | Club              | Casa | Visita | Global |
| --------- | --------------------------------- | ----- | ----------------- | ---- | ------ | ------ |
| 1970      | Copa Africana de Clubes Campeones | 2     | Young Africans FC | 1-0  | 1-3    | 2-3    |

## Entrenadores destacados
- Ray Bachelor[2]